# Államok vezetőinek listája 1954-ben
Ezen az oldalon az 1954-ben fennálló államok vezetőinek névsora olvasható földrészek, majd országok szerinti bontásban.

## Európa
- Albánia (népköztársaság)
  - A kommunista párt főtitkára – Enver Hoxha (1944–1985)
  - Államfő – Haxhi Lleshi (1953–1982), lista
  - Kormányfő – 
    1. Enver Hoxha (1944–1954)
    2. Mehmet Shehu (1954–1981), lista
- Andorra (parlamentáris társhercegség)
  - Társhercegek
    - Francia társherceg – 
      1. Vincent Auriol (1947–1954)
      2. René Coty (1954–1959), lista

    - Episzkopális társherceg – Ramon Iglesias i Navarri (1943–1969), lista
- Ausztria (szövetséges megszállás alatt)
  - Államfő – Theodor Körner (1951–1957), lista
  - Kancellár – Julius Raab (1953–1961), szövetségi kancellár lista
  - Amerikai főbiztos – Llewellyn Thompson (1952–1955)
  - Brit főbiztos –
    1. Harold Caccia (1950–1954)
    2. Sir Geoffrey Wallinger (1954–1955)

  - Francia főbiztos – Jean Payart (1950–1955)
  - Szovjet főbiztos – Ivan Iljicsev (1953–1955)
- Belgium (parlamentáris monarchia)
  - Uralkodó – I. Baldvin király (1951–1993)
  - Kormányfő – 
    1. Jean Van Houtte (1952–1954)
    2. Achille Van Acker (1954–1958), lista
- Bulgária (népköztársaság)
  - A kommunista párt vezetője – 
    1. Vulko Cservenkov (1949–1954)
    2. Todor Zsivkov (1954–1989), a Bolgár Kommunista Párt főtitkára

  - Államfő – Georgi Damianov (1950–1958), lista
  - Kormányfő – Vulko Cservenkov (1950–1956), lista
- Csehszlovákia (népköztársaság)
  - A kommunista párt vezetője – Antonín Novotný (1953–1968), a Csehszlovák Kommunista Párt főtitkára
  - Államfő – Antonín Zápotocký (1953–1957), lista
  - Kormányfő – Viliam Široký (1953–1963), lista
- Dánia (parlamentáris monarchia)
  - Uralkodó – IX. Frigyes király (1947–1972)
  - Kormányfő – Hans Hedtoft (1953–1955), lista
  -  Feröer
    - Kormányfő – Kristian Djurhuus (1950–1959), lista
- Egyesült Királyság (parlamentáris monarchia)
  - Uralkodó – II. Erzsébet Nagy-Britannia királynője (1952–2022)
  - Kormányfő – Sir Winston Churchill (1951–1955), lista
- Finnország (köztársaság)
  - Államfő – Juho Kusti Paasikivi (1946–1956), lista
  - Kormányfő – 
    1. Sakari Tuomioja (1953–1954)
    2. Ralf Törngren (1954)
    3. Urho Kekkonen (1954–1956), lista

  -   Åland – 
    - Kormányfő – Viktor Strandfält (1938–1955)
- Franciaország (köztársaság)
  - Államfő – 
    1. Vincent Auriol (1947–1954)
    2. René Coty (1954–1959), lista

  - Kormányfő – 
    1. Joseph Laniel (1953–1954)
    2. Pierre Mendès France (1954–1955), lista
- Görögország (monarchia)
  - Uralkodó – Pál király (1947–1964)
  - Kormányfő – Alexandrosz Papagosz (1952–1955), lista
- Hollandia (parlamentáris monarchia)
  - Uralkodó – Julianna királynő (1948–1980)
  - Miniszterelnök – Willem Drees (1948–1958), lista
- Izland (köztársaság)
  - Államfő – Ásgeir Ásgeirsson (1952–1968), lista
  - Kormányfő – Ólafur Thors (1953–1956), lista
- Írország (köztársaság)
  - Államfő – Seán T. O'Kelly (1945–1959), lista
  - Kormányfő – 
    1. Éamon de Valera (1951–1954)
    2. John A. Costello (1954–1957), lista
- Jugoszlávia (népköztársaság)
  - A kommunista párt vezetője – Josip Broz Tito (1936–1980), a Jugoszláv Kommunista Liga Elnökségének elnöke
  - Államfő – Josip Broz Tito (1953–1980), Jugoszlávia Elnöksége elnöke, lista
  - Kormányfő – Josip Broz Tito (1943–1963), lista
- Lengyelország (népköztársaság)
  - A kommunista párt vezetője – Bolesław Bierut (1948–1956), a Lengyel Egyesült Munkáspárt KB első titkára
  - Államfő – Aleksander Zawadzki (1952–1964), lista
  - Kormányfő – 
    1. Bolesław Bierut (1952–1954)
    2. Józef Cyrankiewicz (1954–1970), lista
- Liechtenstein
  - Uralkodó – II. Ferenc József herceg (1938–1989)
  - Kormányfő – Alexander Frick (1945–1962), lista
- Luxemburg (parlamentáris monarchia)
  - Uralkodó – Sarolta nagyherceg (1919–1964)[1]
  - Kormányfő – Joseph Bech (1953–1958), lista
- Magyarország (népköztársaság)
  - A kommunista párt vezetője – Rákosi Mátyás, (1945–1956), a Magyar Szocialista Munkáspárt első titkára
  - Államfő – Dobi István (1952–1967), az Elnöki Tanács elnöke, lista
  - Kormányfő – Nagy Imre (1953–1955), lista
- Monaco
  - Uralkodó – III. Rainier herceg (1949–2005)
  - Államminiszter – Henry Soum (1953–1959), lista
- NDK (Német Demokratikus Köztársaság) (népköztársaság)
  - A kommunista párt vezetője – Walter Ulbricht (1950–1971), a Német Szocialista Egységpárt főtitkára
  - Államfő – Wilhelm Pieck (1949–1960), az NDK Államtanácsának elnöke
  - Kormányfő – Otto Grotewohl (1949–1964), az NDK Minisztertanácsának elnöke
- NSZK (Német Szövetségi Köztársaság) (szövetségi köztársaság)
  - Államfő – Theodor Heuss (1949–1959), lista
  - Kancellár – Konrad Adenauer (1949–1963), lista
- Norvégia (parlamentáris monarchia)
  - Uralkodó – VII. Haakon király (1905–1957)
  - Kormányfő – Oscar Torp (1951–1955), lista
- Olaszország (köztársaság)
  - Államfő – Luigi Einaudi (1948–1955), lista
  - Kormányfő – 
    1. Giuseppe Pella (1953–1954)
    2. Amintore Fanfani (1954)
    3. Mario Scelba (1954–1955), lista
- Portugália (köztársaság)
  - Államfő – Francisco Craveiro Lopes (1951–1958), lista
  - Kormányfő – António de Oliveira Salazar (1933–1968), lista
- Románia (népköztársaság)
  - A kommunista párt vezetője – 
    1. Gheorghe Gheorghiu-Dej (1945–1954)
    2. Gheorghe Apostol (1954–1955), a Román Kommunista Párt főtitkára

  - Államfő – Petru Groza (1952–1958), lista
  - Kormányfő – Gheorghe Gheorghiu-Dej (1952–1955), lista
- San Marino (köztársaság)
  - San Marino régenskapitányai:
    1. Giordano Giacomini és Giuseppe Renzi (1953–1954)
    2. Giuseppe Forcellini és Secondo Fiorini (1954)
    3. Agostino Giacomini és Luigi Montironi (1954–1955), régenskapitányok
- Spanyolország (totalitárius állam)
  - Államfő – Francisco Franco (1936–1975)
  - Kormányfő – Francisco Franco (1938–1973), lista
- Svájc (konföderáció)
  - Szövetségi Tanács:[2]
Philipp Etter (1934–1959), Karl Kobelt (1940–1954), Max Petitpierre (1944–1961), Rodolphe Rubattel (1947–1954), elnök, Josef Escher (1950–1954), Markus Feldmann (1951–1958), Hans Streuli (1953–1959), Paul Chaudet (1954–1966), Giuseppe Lepori (1954–1959), Thomas Holenstein (1954–1959)
- Svédország (parlamentáris monarchia)
  - Uralkodó – VI. Gusztáv Adolf király (1950–1973)
  - Kormányfő – Tage Erlander (1946–1969), lista
- Szovjetunió (szövetségi népköztársaság)
  - A kommunista párt vezetője – Nyikita Hruscsov (1953–1964), a Szovjetunió Kommunista Pártjának főtitkára
  - Államfő – Kliment Vorosilov (1953–1960), lista
  - Kormányfő – Georgij Malenkov (1953–1955), lista
- Trieszt Szabad Terület (megszállt terület)
- 1954. október 26-án megszűnt.
  - Katonai kormányzó –
    - A zóna – Sir John Winterton (1951–1954)
    - B zóna – Miloš Stamatović (1951–1954)
- Vatikán (abszolút monarchia)
  - Uralkodó – XII. Piusz pápa (1939–1958)
  - Államtitkár – Nicola Canali bíboros (1939–1961), lista
  - Apostoli Szentszék – Domenico Tardini bíboros (1952–1961), lista

## Afrika
- Dél-afrikai Unió (monarchia)
  - Uralkodó – II. Erzsébet Dél-Afrika királynője (1952–1961)
  - Főkormányzó – Ernest George Jansen (1951–1959), lista
  - Kormányfő –
    1. Daniël François Malan (1948–1954)
    2. Johannes Gerhardus Strijdom (1954–1958), lista
- Egyiptom (köztársaság)
  - Államfő - 
    1. Muhammad Naguib (1953–1954)
    2. Gamal Abden-Nasszer (1954)
    3. Muhammad Naguib (1954)
    4. Gamal Abden-Nasszer (1954–1970),[3] lista

  - Kormányfő - 
    1. Muhammad Naguib (1952–1954)
    2. Gamal Abden-Nasszer (1954)
    3. Muhammad Naguib (1954)
    4. Gamal Abden-Nasszer (1954–1962),[4] lista
- Etiópia (monarchia)
  - Uralkodó – Hailé Szelasszié császár (1930–1974)[5]
  - Miniszterelnök – Makonnen Endelkacsu (1942–1957), lista
- Libéria (köztársaság)
  - Államfő – William Tubman (1944–1971), lista
- Líbia (monarchia)
  - Uralkodó – I. Idrisz király (1951–1969)
  - Kormányfő – 
    1. Mahmud al-Muntaszir (1951–1954)
    2. Muhammad Szakizli (1954)
    3. Musztafa Ben Halim (1954–1957), lista

## Dél-Amerika
- Argentína (köztársaság)
  - Államfő – Juan Domingo Perón (1946–1955), lista
- Bolívia (köztársaság)
  - Államfő – Víctor Paz Estenssoro (1952–1956), lista
- Brazília (köztársaság)
  - Államfő – 
    1. Getúlio Vargas (1951–1954)
    2. Café Filho (1954–1955), lista
- Chile (köztársaság)
  - Államfő – Carlos Ibáñez del Campo (1952–1958), lista
- Ecuador (köztársaság)
  - Államfő – José María Velasco Ibarra (1952–1956), lista
- Kolumbia (köztársaság)
  - Államfő – Gustavo Rojas Pinilla (1953–1957), lista
- Paraguay (köztársaság)
  - Államfő – 
    1. Federico Chávez (1949–1954)
    2. Tomás Romero Pereira (1954), ügyvivő
    3. Alfredo Stroessner (1954–1989), lista
- Peru (köztársaság)
  - Államfő – Manuel A. Odría (1950–1956), lista
  - Kormányfő – 
    1. Zenón Noriega Agüero (1950–1954)
    2. Roque Augusto Saldías Maninat (1954–1956), lista
- Uruguay (köztársaság)
  - Államfő – Andrés Martínez Trueba (1951–1955), lista
- Venezuela (köztársaság)
  - Államfő – Marcos Pérez Jiménez (1952–1958), lista

## Észak- és Közép-Amerika
- Amerikai Egyesült Államok (köztársaság)
  - Államfő – Dwight D. Eisenhower (1953–1961), lista
- Costa Rica (köztársaság)
  - Államfő – José Figueres Ferrer (1953–1958), lista
- Dominikai Köztársaság (köztársaság)
  - De facto országvezető – Rafael Trujillo Molina (1930–1961)
  - Államfő – Héctor Trujillo (1952–1960), lista
- Salvador (köztársaság)
  - Államfő – Óscar Osorio (1950–1956), lista
- Guatemala (köztársaság)
  - Államfő – 
    1. Jacobo Árbenz (1951–1954)
    2. Carlos Enrique Díaz de León (1954), ügyvivő
    3. Elfego Hernán Monzón Aguirre (1954), a guatemalai Junta elnöke
    4. Carlos Castillo Armas (1954–1957), lista
- Haiti (köztársaság)
  - Államfő – Paul Magloire (1950–1956), lista
- Honduras (köztársaság)
  - Államfő – 
    1. Juan Manuel Gálvez (1949–1954)
    2. Julio Lozano Díaz (1954–1956), lista
- Kanada (parlamentáris monarchia)
  - Uralkodó – II. Erzsébet királynő, Kanada királynője, (1952–2022)
  - Főkormányzó – Vincent Massey (1952–1959), lista
  - Kormányfő – Louis St. Laurent (1948–1957), lista
- Kuba (népköztársaság)
  - Államfő – Fulgencio Batista (1952–1959), lista
  - Miniszterelnök – Andrés Domingo y Morales del Castillo (1954–1955), ügyvivő, lista
- Mexikó (köztársaság)
  - Államfő – Adolfo Ruiz Cortines (1952–1958), lista
- Nicaragua (köztársaság)
  - Államfő – Anastasio Somoza (1950–1956), lista
- Panama (köztársaság)
  - Államfő – José Antonio Remón Cantera (1952–1955), lista

## Ázsia
- Afganisztán (köztársaság)
  - Uralkodó – Mohamed Zahir király (1933–1973)
  - Kormányfő – Mohammed Daúd Khan (1953–1963), lista
- Bhután (abszolút monarchia)
  - Uralkodó – Dzsigme Dordzsi Vangcsuk király (1952–1972)
  - Kormányfő – Dzsigme Palden Dordzsi (1952–1964), lista
- Burma (köztársaság)
  - Államfő – Ba U (1952–1957), lista
  - Kormányfő – U Nu (1948–1956), lista
- Ceylon (alkotmányos monarchia)
  - Uralkodó – II. Erzsébet, Ceylon királynője (1952–1972)
  - Főkormányzó – 
    1. Herwald Ramsbotham báró (1949–1954)
    2. Sir Oliver Ernest Goonetilleke (1954–1962), lista

  - Kormányfő – Sir John Kotelawala (1953–1956), lista
- Fülöp-szigetek (köztársaság)
  - Államfő – Ramon Magsaysay (1953–1957), lista
- India (köztársaság)
  - Államfő – Radzsendra Praszad (1950–1962), lista
  - Kormányfő – Dzsaváharlál Nehru (1947–1964), lista
- Indonézia (köztársaság)
  - Államfő – Sukarno (1945–1967), lista
  - Kormányfő – Ali Sastroamidjojo (1953–1955), lista
  -  Indonézia Iszlám Állam (el nem ismert szakadár állam)
    - Vezető – Sekarmadji Maridjan Kartosuwirjo (1949–1962), imám
- Irak (monarchia)
  - Uralkodó – II. Fejszál iraki király (1939–1958)
  - Kormányfő – 
    1. Muhammad Fadhel al-Dzsamali (1953–1954)
    2. Arsad al-Umari (1954)
    3. Nuri asz-Szaid (1954–1957), lista
- Irán (monarchia)
  - Uralkodó – Mohammad Reza Pahlavi sah (1941–1979)
  - Kormányfő – Fazlollah Zahedi (1953–1955), lista
- Izrael (köztársaság)
  - Államfő – Jichák Ben Cví (1952–1963), lista
  - Kormányfő – 
    1. Dávid Ben-Gúrión (1948–1954)
    2. Mose Sarett (1954–1955), lista
- Japán (parlamentáris monarchia)
  - Uralkodó – Hirohito császár (1926–1989)
  - Kormányfő – 
    1. Sigeru Josida (1948–1954)
    2. Icsiró Hatojama (1954–1956), lista
- Jemen (monarchia)
  - Uralkodó – Ahmed bin Jahia király (1948–1955)
- Jordánia (alkotmányos monarchia)
  - Uralkodó – Huszejn király (1952–1999)
  - Kormányfő – 
    1. Fauzi al-Mulki (1953–1954)
    2. Taufík Abu al-Huda (1954–1955), lista
- Kambodzsa (monarchia)
  - Uralkodó – Norodom Szihanuk herceg (1941–1955)[6]
  - Kormányfő – 
    1. Csan Nak (1953–1954)
    2. Norodom Szihanuk király (1954)
    3. Penn Nuth (1954–1955), lista
- Kína (népköztársaság)
  - A kommunista párt főtitkára – Mao Ce-tung (1935–1976), főtitkár
  - Államfő – Mao Ce-tung (1949–1959), lista
  - Kormányfő – Csou En-laj (1949–1976), lista
- Dél-Korea (köztársaság)
  - Államfő – Li Szin Man (1948–1960), lista
  - Kormányfő –
    1. Bek Dudzsin (1952–1954)
    2. Pjon Jongthe (1954), lista
- Észak-Korea (népköztársaság)
  - A kommunista párt főtitkára – Kim Ir Szen (1948–1994), főtitkár, országvezető
  - Államfő – Kim Dubong (1947–1957),[7] Észak-Korea elnöke
  - Kormányfő – Kim Ir Szen (1948–1972), lista
- Laosz (monarchia)
  - Uralkodó – Sziszavangvong király (1946–1959)[8]
  - Kormányfő – 
    1. Szuvanna Phouma herceg (1951–1954)
    2. Kataj Don Szaszorith (1954–1956), lista
- Libanon (köztársaság)
  - Államfő – Camille Chamoun (1952–1958), lista
  - Kormányfő – 
    1. Abdallah el-Jafí (1953–1954)
    2. Szami asz-Szolh (1954–1955), lista
- Maszkat és Omán (abszolút monarchia)
  - Uralkodó – III. Szaid szultán (1932–1970)
- Mongólia (népköztársaság)
  - A kommunista párt vezetője – 
    1. Jumdzságin Cedenbál (1940–1954)
    2. Dasiin Damba (1954–1958), a Mongol Forradalmi Néppárt Központi Bizottságának főtitkára

  - Államfő – 
    1. Szükbátarin Jandzsmá (1953–1954), ügyvivő
    2. Dzsamcarangín Szambú (1954–1972), Mongólia Nagy Népi Hurálja Elnöksége elnöke, lista

  - Kormányfő – Jumdzságin Cedenbál (1952–1974), lista
- Nepál (alkotmányos monarchia)
  - Uralkodó – Tribhuvan király (1951–1955)
  - Kormányfő – Matrika Praszad Koirala (1953–1955), lista
- Pakisztán (monarchia)
  - Uralkodó – II. Erzsébet Pakisztán királynője (1952–1956)
  - Főkormányzó – Malik Ghulam Muhammad (1951–1955)
  - Kormányfő – Muhammad Ali Bogra (1953–1955), lista
- Szaúd-Arábia (abszolút monarchia)
  - Uralkodó – Szaúd király (1953–1964)
  - Kormányfő – 
    1. Szaúd király (1953–1954)
    2. Fejszál koronaherceg (1954–1960)
- Szíria (köztársaság)
  - Államfő – 
    1. Adib Sisakli (1953–1954)
    2. Hasim al-Atasszi (1954–1955), lista

  - Kormányfő – 
    1. Adib Sisakli (1953–1954)
    2. Szabri al-Asszali (1954)
    3. Szaid al-Gazzi (1954)
    4. Farisz al-Khúri (1954–1955), lista
- Tajvan (köztársaság)
  - Államfő – Csang Kaj-sek (1950–1975), lista
  - Kormányfő – 
    1. Csen Cseng (1950–1954)
    2. Ju Hungcsun (1954–1958), lista
- Thaiföld (parlamentáris monarchia)
  - Uralkodó – Bhumibol Aduljadezs király (1946–2016)
  - Kormányfő – Plaek Phibunszongkhram (1948–1957), lista
- Törökország (köztársaság)
  - Államfő – Celal Bayar (1950–1960), lista
  - Kormányfő – Adnan Menderes (1950–1960), lista
- Dél-Vietnám (Vietnám Állam)
  - Államfő – Bảo Đại (1949–1955), lista
  - Kormányfő – 
    1. Nguyễn Phúc Bửu Lộc herceg (1954)
    2. Phan Huy Quát (1954)
    3. Ngô Đình Diệm (1954–1955), lista
- Észak-Vietnám
  - A kommunista párt főtitkára – Trường Chinh (1941–1956), főtitkár
  - Államfő – Ho Si Minh (1945–1969), lista
  - Kormányfő – Ho Si Minh (1945–1955), lista

## Óceánia
- Ausztrália (parlamentáris monarchia)
  - Uralkodó – II. Erzsébet királynő, Ausztrália királynője, (1952–2022)
  - Főkormányzó – Sir William Slim (1953–1960), lista
  - Kormányfő – Sir Robert Menzies (1949–1966), lista
- Új-Zéland (parlamentáris monarchia)
  - Uralkodó – II. Erzsébet királynő, Új-Zéland királynője (1952–2022)
  - Főkormányzó – Sir Willoughby Norrie (1952–1957), lista
  - Kormányfő – Sidney Holland (1949–1957), lista